# Lycée français de New York
Le lycée français de New York est un établissement scolaire privé, créé en 1935, situé à Manhattan, dans l'Upper East Side.
Il accueille aujourd'hui[Quand ?] 1 190 élèves de 60 nationalités, de la maternelle à la terminale.

## Histoire

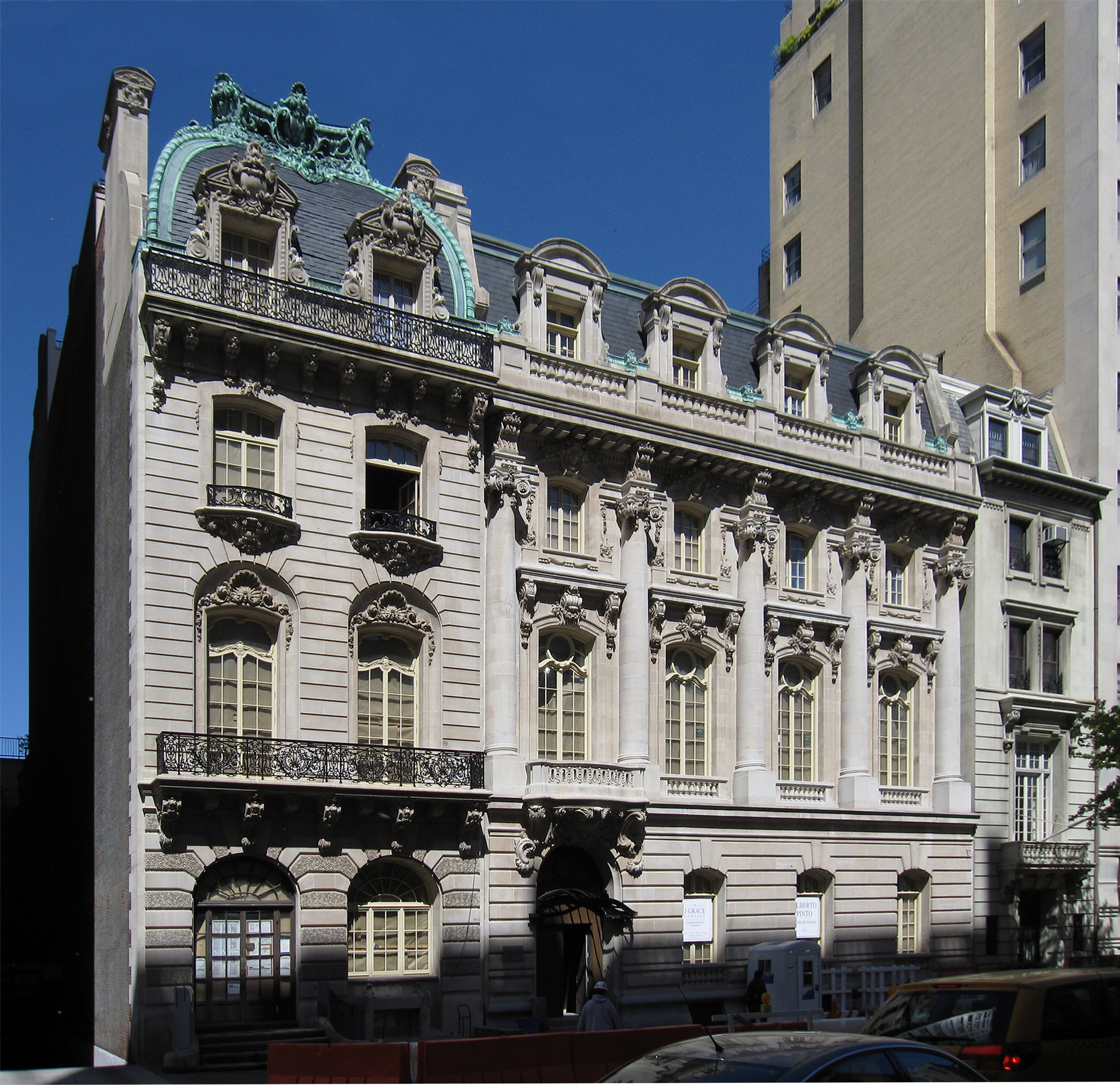
Henry T. Sloane House, ancien siège du lycée français.

Le lycée français de New York est né à l'initiative du consul général de France à New York, Charles de Ferry de Fontnouvelle, qui a fait appel, pour mener son projet à bien, à Forsythe Wicks, avocat et homme d'affaires également président de l'Alliance française, et à Paul Windels, Sr., Attorney general de la ville de New York 
Le gouvernement français a été dès le départ étroitement associé à l'école. Les ambassadeurs de France aux États-Unis de l'époque, André Lefebvre de Laboulaye, puis René Doynel de Saint-Quentin, font partie du groupe des fondateurs.
D'autres personnalités ont apporté leur concours dans les années 1930 : Nicholas Murray Butler, président de l'université Columbia, Hesse Strauss, ambassadeur des États-Unis en France et Jean Marx, directeur des affaires culturelles au ministère des Affaires étrangères français.
Malgré ses liens étroits avec le milieu français, il fut décidé dès le début que le futur lycée serait un organisme autonome, une institution américaine, enregistrée et gérée selon le droit américain par un conseil d'administration dont la majorité des membres serait américaine.
Le premier bachelier est sorti du lycée français de New York en 1938. Les événements que le monde a connus à la fin des années 1930, et dans les années 1940, ont influé sur l'évolution de l'école, qui a continué de se développer pour accueillir de nombreux élèves venus d'Europe et du reste du monde. Huit anciens élèves du lycée français de New York sont morts au combat pendant la Seconde Guerre mondiale.
Depuis 1935, le lycée français de New York a vu passer plus de 36 000 élèves, de plus de 150 nationalités différentes.
La scolarité est payante.

## Enseignement
Le LFNY est un établissement qui repose sur un enseignement bilingue. L’apprentissage du français et de l'anglais se déroule dès la maternelle. Ensuite, à partir de la sixième, d'autres langues sont enseignées : l'allemand, l'italien, le chinois, l'arabe et l'espagnol.
Les enseignements au LFNY préparent les élèves aux examens français, le brevet des collèges et le baccalauréat. Le baccalauréat franco-international (BFI) est également proposé, cursus suivi par la majorité des élèves.
À partir du collège, l'enseignement suit un calendrier de sept jours, afin de mieux équilibrer entre chaque discipline les contraintes liées à la fatigue et aux jours fériés.
L'enseignement au LFNY est beaucoup axé sur la pédagogie de projet, grâce notamment à la présence de studios d'enregistrement et d'espaces créatifs.
En dehors des heures d'enseignement, beaucoup d'activités sont proposées aux élèves grâce à des clubs (échecs, maths, théâtre, informatique…) et à la pratique de nombreux sports (tennis, football, basket-ball, volley-ball, course à pied, natation…).
Les élèves de tous niveaux, à partir de la sixième, effectuent dix heures de service communautaire chaque année, afin par exemple de venir en aide aux personnes en difficultés.
Le lycée français organise des échanges et des voyages chaque année partout dans le monde, pour les élèves de tout âge.
Le Centre culturel du lycée français organise chaque année depuis 1999 un festival de théâtre intitulé Première Scène. En 2024, l'écrivain Marc Levy préside le jury.

## Personnalités liées au lycée

### Élèves
- Oscar Aidan
- Baruj Benacerraf
- Julian Casablancas
- Matthew Caws
- Michel David-Weill
- Loulou de la Falaise
- Nikolai Fraiture
- Xavier Gélin
- Olga Georges-Picot
- Claudine Hermann
- Nicolas Jaar
- Betsy Jolas
- Gilles Larrain
- Jonathan Littell
- María Teresa Mestre
- Jean-Christophe Mitterrand
- Philippe de Montebello
- Ted Morgan
- Amélie Nothomb
- Juliette Nothomb
- Jacques Rouxel
- Delphine Seyrig
- Victor Soskice
- Danielle Steel (1965[4])
- George Steiner
- Dominique de Villepin (1971[5])
- Michel Vinaver
- Claude Barrès

### Professeurs
- André Kaspi
- Thierry Breton